# Benzestrol
Benzestrol (INN, BAN) (tên thương hiệu Chemestrogen, Ocestrol, Octestrol, Octoestrol, Octofollin) là một estrogen không steroid tổng hợp của stilbestrol nhóm mà trước đây được dùng y tế nhưng từ đó đã được ngưng. Các estrogen stilbestrol, nổi tiếng nhất trong số đó là diethylstilbestrol (DES) đã được sử dụng rộng rãi vào giữa những năm 1900 và cuối cùng đã bị FDA cấm sử dụng do chúng gây ra khối u ở trẻ em phụ nữ sử dụng chúng.

## Sử dụng trong y tế
Benzestrol và stilbestrol khác đã được sử dụng làm estrogen tổng hợp để ngăn ngừa sinh non. Dựa trên ý tưởng rằng việc sinh non xảy ra do người mẹ không tự sản xuất đủ estrogen, các bác sĩ đã kê đơn thuốc benzestrol cho các bà mẹ để tăng mức estrogen.
Các nghiên cứu đã được thực hiện trong quá khứ trên những con chuột cái bình thường, trưởng thành và thiến. Benzestrol đã sản xuất cùng loại động dục ở chuột thiến khi được tiêm ở mức 0,8 đến 1 microgam như khi chuột được tiêm 2,0 đến 2,5 microgam estrone. Điều này rất có ý nghĩa vì ít chất benzestrol có thể được sử dụng để tạo ra hiệu ứng tương tự như estrone trong việc tăng sản xuất estrogen. Nó đã được sử dụng trong quá khứ như là một chất đối kháng estrogen không steroid.

## Dược lý

### Dược lực học
Benzestrol được mô tả là một estrogen rất mạnh.

## Hóa học
Benzestrol thường được nhóm với estrogen stilbestrol. Tuy nhiên, về mặt kỹ thuật, benzestrol không phải là một dẫn xuất của stilbestrol vì chuỗi trung tâm của nó được kéo dài bởi một carbon. Trong mọi trường hợp, nó là một chất tương tự rất gần với estrogen stilbestrol.

## Lịch sử
Benzestrol là một loại thuốc trong họ estrogen stilbestrol. Những loại thuốc này được sản xuất lần đầu tiên vào cuối những năm 1930. Bản thân Benzestrol đã được báo cáo vào năm 1946. Vào năm 1953, các thí nghiệm đã bắt đầu trên benzestrol và các loại stilbestrols khác để xem liệu chúng có thực sự giúp ngăn chặn sinh non hay không. Nghiên cứu này vào năm 1953 cho thấy rằng trên thực tế, benzestrol không giúp ngăn ngừa sinh non. Một nghiên cứu vào năm 1971 đã phát hiện ra rằng benzestrol là nguyên nhân gây ra bệnh ung thư âm đạo hiếm gặp ở những bé gái và phụ nữ có mẹ đã sử dụng thuốc benzestrol khi đang mang thai.